# Boulevard Louis-Roederer
Le boulevard Louis-Roederer est le plus prestigieux de la ville de Reims.

## Origine du nom
Elle porte le nom du négociant en champagne Louis Roederer (1809-1870) qui a donné son nom à la maison de Champagne Louis Roederer.

## Historique
Créé au XIXe siècle par l’extension de la ville hors les murs, il relie la gare centrale de Reims avec le canal de l'Aisne à la Marne. Le boulevard longe les promenades de Reims, le square Colbert, le Parc de la patte d'oie et le jardin Schneiter.

## Bâtiments remarquables et lieux de mémoire

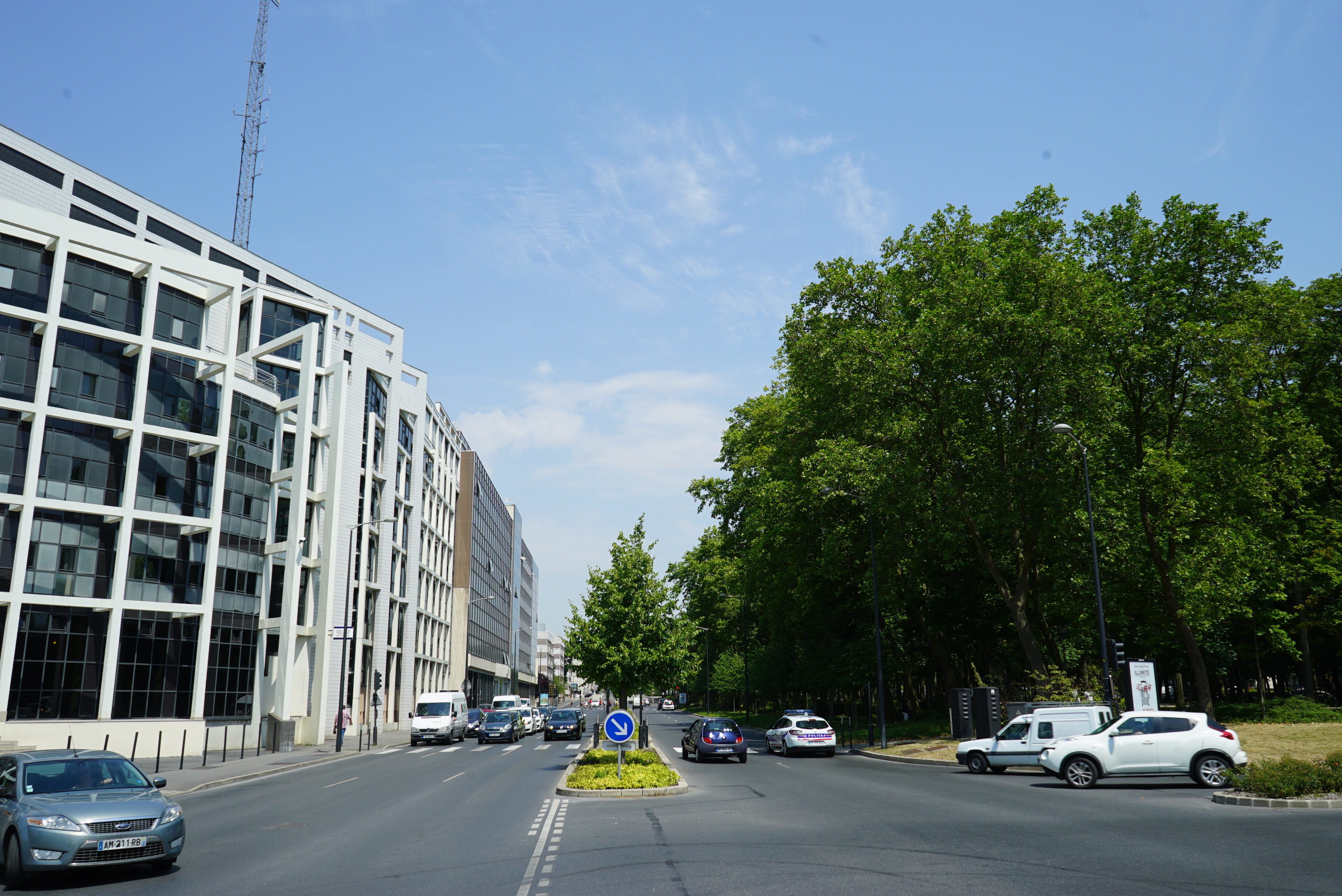
La voie bordé par L'Hôtel de Police et la verdure des promenades.

- La Gare de Reims,
- L'Hôtel de police de Reims.